# Изреель (Иудино колено)
Изреель — ветхозаветный город в южной части палестинской территории Иудина колена (Нав. 15:56), известного по Библии как родина Ахиноамы, жены Давида, матери Амнона (1Цар. 25:43 и др.); точное положение которого неизвестно .
Согласно библейскому тексту, он лежал в восточной части Иудейского плоскогорья (Нав. 15:56; 1Цар. 25:43; 27:3 и др.). Название этого города встречается также в генеалогическом списке Иудина колена, в качестве имени одного из сыновей отца Этама (1Пар. 4:3), откуда можно заключить, что либо всё население этого города, или по крайней мере большая его часть принадлежала к роду Этама.